# 札幌市立大学
札幌市立大學（日語：札幌市立大学）是一間本部位於日本北海道札幌市藝術之森1丁目的公立大學。2006年開校。

## 沿革
- 1965年（昭和40年）4月 - 札幌市立高等看護學院開校
- 1991年（平成3年）4月 - 札幌市立高等専門學校開校
- 2001年（平成13年）11月 - 設置市立高等専門學校、高等看護學院的大學化檢討懇話會
- 2002年（平成14年）12月 - 提出「市立高等專門學校、高等看護學院大學化」
- 2003年（平成15年）9月 - 訂定札幌市立大學基本構想
- 2003年（平成15年）11月 - 設置札幌市立大學設置準備委員會
- 2004年（平成16年）7月 - 訂定札幌市立大學基本計畫
- 2005年（平成17年）12月 - 獲得大學設置認可
- 2006年（平成18年）3月 - 獲得公立大學法人札幌市立大學的設立認可
- 2006年（平成18年）4月 - 公立大學法人札幌市立大學開校
- 2006年（平成18年）10月 - 開設衛星校園
- 2007年（平成19年）4月 - 設置地域連攜研究中心
- 2009年（平成21年）10月 - 獲得大學院設置認可
- 2010年（平成22年）4月 - 開設大學院修士課程設計研究科及看護學研究科
- 2012年（平成24年）4月 - 預定大學院博士後期課程設置

## 組織

### 學部與學科
- 設計學部
  - 設計學科
    - 製品設計課程
    - 內容設計課程
    - 空間設計課程
    - 媒體設計課程
- 看護學部
  - 看護學科

### 大學院
- 設計研究科
- 看護學研究科

### 專攻科
- 助産學専攻科（2010年（平成22年）4月開設）

### 附屬機關
- 附屬圖書館
- 地域連攜研究中心

## 校園與學生生活

### 藝術之森校園
是札幌市立大學的本部所在。鄰近為札幌藝術之森。由札幌市立高等專門學校（已停止招生）的原校舍活用，讓大學與高專共同使用。
- 學部：大學本部、設計學部
- 所在地：札幌市南區藝術之森1丁目
- 交通：從JR北海道札幌站轉往地下鐵南北線，乘坐向真駒內站行駛列車（約17分鐘），再搭乘中央巴士（約12分）「市立高専、大學前」下車，步行3分鐘。

### 桑園校園
- 學部：看護學部
- 所在地：札幌市中央區北11条西13丁目
- 交通：從JR北海道札幌站乘坐JR函館本線向小樽站方面行駛列車，或搭乘JR學園都市線列車（約3分鐘）至JR桑園站下車，步行3分鐘。

### 學術交流協定
- 清華大學美術學院 （中國）
- 華梵大學 （台灣）[1]

## 外部連結
- 札幌市立大学 公式サイト （页面存档备份，存于） （日語）
- 札幌市立大学キャンパスバーチャルツアー （日語）
- Sapporo City University Ideas Agency （英文）
- 札幌市立高等専門学校 公式サイト （日語）
- 札幌市 公式サイト （页面存档备份，存于） （日語）